# Касони (Виченца)
Касони је насеље у Италији у округу Виченца, региону Венето.
Према процени из 2011. у насељу је живело 2574 становника. Насеље се налази на надморској висини од 100 м.